# レギナルド・ウォーカー
レギナルド・バックウィズ・ウォーカーは、イギリスの都市計画家。法制に強く、英領統治時代のトリニダード・トバゴで都市計画コンサルタントを務め、ハバード・ヤングの下で1934年のアイルランド法を参考に法律を起草し、のちに都市計画条例化される。
ロンドン大学を卒業後、トンプソン事務所とアシェッド・アソシエイツ、ノリッジ事務所を経て、1928年から1936年にかけて、ナイジェリアで従事したあと、1937年から1939年にかけて、トリニダード・トバゴに赴任する。
その後はもとの上司アルバート・トンプソンと建築設計事務所を開設する。